# USS Iowa (BB-4)
USS Iowa (BB-4) – jedyny w swoim typie amerykański pancernik z okresu przed i I wojny światowej. Był to pierwszy okręt w historii United States Navy nazwany na cześć stanu Iowa.

## Historia
Budowa okrętu została zaaprobowana przez Kongres USA 19 lipca 1892 roku. Stępka pod budowę okrętu została położona w filadelfijskiej stoczni William Cramp and Sons 5 sierpnia 1893 roku. Wodowanie nastąpiło 28 marca 1896 roku, a okręt rozpoczął próby morskie 7 kwietnia 1897 roku. Okręt wszedł do służby 16 czerwca 1897. Matką chrzestną okrętu została córka gubernatora stanu Iowa. Dzięki podwyższeniu (w stosunku do typu Indiana) wolnej burty okręt charakteryzował się lepszą dzielnością morską. Był klasyfikowany jako pełnomorski pancernik przybrzeżny (ang. seagoing coastal battleship). Cena kontraktowa wynosiła 3 010 000 dolarów.
Po wejściu do służby został przydzielony do Floty Atlantyku. Po wybuchu wojny amerykańsko-hiszpańskiej w kwietniu 1898 okręt wszedł w skład sił przeznaczonych do blokady Kuby. 31 maja wraz z pancernikiem USS „Massachusetts” i krążownikiem USS „New Orleans” ostrzeliwał forty u wejścia do portu w Santiago de Cuba. 3 lipca wziął udział w bitwie pod Santiago de Cuba, był pierwszym okrętem który zauważył i ostrzelał zbliżającego się nieprzyjaciela. W efekcie skutecznego ostrzału dwa hiszpańskie krążowniki („Maria Teresa” i „Oquendo”) zostały trafione i zmuszone do wyrzucenia się na brzeg. Następnie „Iowa” zatopił hiszpański niszczyciel „Pluton”, a „Furor” poważnie uszkodził. Poważnych uszkodzeń doznał także krążownik „Viscaya”. Po bitwie na pokładzie okrętu przebywała część załóg pokonanych hiszpańskich okrętów oraz hiszpański głównodowodzący Pascual Cervera.
Po zakończeniu walk okręt powrócił do Nowego Jorku 20 sierpnia 1898. 12 października trasą prowadzącą przez przylądek Horn wyruszył do San Francisco, gdzie dotarł 7 lutego 1899. 11 czerwca przybył do Bremerton gdzie został poddany remontowi w suchym doku. Podczas służby trwającej dwa i pół roku okręt uczestniczył w licznych treningach i ćwiczeniach na morzu. W lutym 1902 został okrętem flagowym Eskadry Południowego Atlantyku. Rok później przybył do Nowego Jorku, gdzie następnie został wycofany ze służby 30 czerwca 1903. Ponowne wejście do służby miało miejsce 23 grudnia, a nowym przydziałem okrętu była Eskadra Północnego Atlantyku. Okręt został przeniesiony do rezerwy w lipcu 1907, a jego wycofanie ze służby nastąpiło rok później.
„Iowa” ponownie wszedł do służby 2 maja 1910, i służył w roli okrętu szkolnego w ramach Atlantyckiej Floty Rezerwowej (ang. Atlantic Reserve Fleet). Podczas trwającej cztery lata służby odwiedził wiele portów w północnej Europie. Okręt ponownie wycofano ze służby 27 maja 1914. W kwietniu 1917 w ograniczonym zakresie (ang. limited commission) ponownie wszedł do służby, gdzie wykorzystywany był jako okręt szkolny. Ostateczne wycofanie ze służby nastąpiło 31 marca 1919.
30 kwietnia jego nazwa została zmieniona na „Coast Battleship No. 4”, aby zwolnić imię dla nowo budowanego pancernika. Jako okręt-cel został zatopiony 23 marca 1923 w Panama Bay po trafieniu salwą pocisków kal. 356 mm.
Okręt został wycofany ze służby zanim wprowadzono nowy system klasyfikacji, więc nigdy nie nosił oznaczenia BB-4; zawsze był wymieniany jako Battleship no. 4. Jednak ze względu na ujednolicenie większość źródeł podaje w zestawieniach nazwę z numerem BB-4.